# Qingjie
Qingjie (kinesiska: 青街, 青街畲族乡) är en socken i Kina. Den ligger i provinsen Zhejiang, i den östra delen av landet, omkring 300 kilometer söder om provinshuvudstaden Hangzhou. Antalet invånare är 4658. Befolkningen består av 2 262 kvinnor och 2 396 män. Barn under 15 år utgör 14,0 %, vuxna 15-64 år 65 %, och äldre över 65 år 19,0 %.
Genomsnittlig årsnederbörd är 2 093 millimeter. Den regnigaste månaden är juni, med i genomsnitt 303 mm nederbörd, och den torraste är januari, med 64 mm nederbörd.